# Église Saint-Didier de Saint-Didier-d'Allier
L'église Saint-Didier est un édifice situé à Saint-Didier-d'Allier, en France.

## Localisation
L'église est située sur le territoire de la commune de Saint-Didier-d'Allier, dans le département  de la Haute-Loire, en région Auvergne-Rhône-Alpes.

## Description
L'origine de l'occupation du site n'est pas connue. L'édifice actuel s'apparente par son style au gothique du XVe siècle. La construction peut cependant remonter au XVIe siècle, avec utilisation d'une structure plus ancienne. En 1840, réparation du clocher. Restauration de l'édifice de 1840 à 1856. L'édifice se compose d'un chœur à chevet plat et d'une nef à deux travées. Une sacristie bâtie en appenti prolonge, au nord, la travée du chœur. Deux chapelles prolongent, au sud, les travées de la nef. La façade occidentale fut visiblement collée à la nef après coup ou reconstruite partiellement.

## Historique
L'église est inscrite au titre des monuments historiques par arrêté du 10 septembre 1990.